# Freddie Mac
Federal Home Loan Mortgage Corporation ("FHLMC", populärt kallad Freddie Mac)  är ett amerikanskt finansinstitut som har rätt att ge lån och lånegarantier. Huvudkontoret återfinns i McLean, Virginia. Freddie Mac grundades 1970 för att utvidga sekundärmarknaden för hypotekslån i USA.
Freddie Mac köper hypotekkrediter från banker och sätter samman dessa krediter samt säljer i sin tur dessa så kallade Mortgage Backed Securities på kapitalmarknaden.
Precis som Fannie Mae övervakas Freddie Mac av Office of Federal Housing Enterprise Oversight (OFHEO). Efter en kreditkris på den amerikanska bolånemarknaden - den så kallade Subprime-krisen - beslöt den amerikanska regeringen i september 2008 att ta över verksamheten i Freddie Mac och i det likartade bolaget Fannie Mae.